# Флуорит
Флуоритът представлява основно калциев дифлуорид и се среща като кубични, по-рядко додекаедрични и октаедрични кристали, масивни зърнести агрегати или землести маси. Цветът му е разнообразен: безцветен, виолетов, зелен, розов, млечнобял и черен и се променя при нагряване, облъчване с ултравиолетови и рентгенови лъчи и натиск. Минералът луминесцира, има твърдост 4, относително тегло 3,18 и съвършена цепителност по октаедричните стени. С изключение на флуорита за оптически цели, който трябва да е безцветен, за всички други сфери на приложение цветът на флуорита е без значение.
Като изоморфни примеси във флуорита се включват Sr, U, Th, Се, Ga, Be и органични вещества. Тези елементи трябва да се разглеждат като попътни компоненти при преработването на флуоритовата суровина. Флуоритът често асоциира със сулфиди на Fe, Cu, Pb и Zn и е типичен хидротермален минерал. Основната част от добиваната суровина се използва в химическата промишленост (около 50 %), в металургията (40 – 45 %) и за производство на стъкло, керамика, цимент, оптически елементи, високооктанов бензин, ядрено гориво и в ракетната техника, като окислител (елементарен флуор). От флуорита се получава флуороводородна киселина, натриев флуорид, изкуствен криолит и фреони.
Находища има във Великобритания, Германия и Норвегия, а в България – в Родопите, гр. Чипровци и до реките Въча и Струма.

## Произход на името
Флуоритът е познат и под старото си име флуорспар. Името на минерала проитича от латинското „fluere“ – „тека“. С това се прави препратка към ниската му точка на топене.

## Вариантни форми
Флуоритът се среща с различно оцветяване – най-често е син, зелен, виолетов или жълт, но понякога е черен, розов, червен или няколко цвята. Някои образци могат да бъдат на ивици или с различна окраска в отделните си части. Обикновено флуоритът е доста чист, но при някои образци 20% от калция могат да бъдат заменени с иридий. По-рядко е възможно заменянето на калция с церий.
| Примес   | Концентрация | Примес    | Концентрация |
| -------- | ------------ | --------- | ------------ |
| Берилий  | <0,7         | Олово     | <15          |
| Натрий   | 20           | Сребро    | 1,5          |
| Магнезий | 5,6          | Кадмий    | 1            |
| Алуминий | <20          | Индий     | <12          |
| Калий    | 14           | Калай     | <10          |
| Хром     | <10          | Антимон   | <20          |
| Манган   | 4            | Барий     | <40          |
| Желязо   | 150          | Бисмут    | <40          |
| Кобалт   | 15           | Церий     | 40           |
| Мед      | 2            | Европий   | <3,5         |
| Цинк     | 7            | Родий     | <15          |
| Стронций | 4,5          | Гадолиний | 5            |
| Иридий   | <200         | Диспрозий | 4            |
| Рутений  | <50          | Итербий   | 2            |

## Разпространение
Флуоритът е разпространен минерал, откриван в голям брой хидротермални минерални жили и около горещи извори. Той може да се образува самостоятелно или в асоциация с различни метални руди, най-често оловни и цинкови. Някои гранити, а по-рядко и пегматити, могат да съдържат флуорит като допълнителен минерал. Тази асоциация е възможна и с много други минерали – барит, галенит, доломит, калцит, каситерит, кварц, сфалерит и целестин.
Някои от основните райони за добиване на флуорит са Фрайберг (Германия); Болцано, Лацио и Тоскана (Италия) и Сен Готард (Швейцария). В САЩ флуорит се открива в Кристъл Пийк, Колорадо и в окръг Хардин, Илинойс. Иридиев флуорит се добива в Съсекс Каунти, Ню Йорк. Другият източник на минерала е Фалун (Швеция). Флуорит се открива също и на Британските острови, Клийтър Мур, Къмбрия, Дербишър, Девън, Уейвърдейл и в оловни жили в Нортъмбърленд.
Виолетовият флуорит, „син Джон“, все още може да бъде открит, но основните жили са вече разработени и затова към настоящия момент не се добива в големи количества.

## Свойства
Флуоритът е член на халогенидната група минерали. Основната структура на кристалите и външната им форма е кубична, но се срещат и 8-стенни и 12-стенни форми. Кристалите обикновено образуват срастъци.
Флуоритът е особено мек минерал и може да се надраска с обикновено острие или нож. Силно чувствителен е към топлина и се топи (изгаря) на открит пламък.
Обикновено минералът е флуоресцентен, но силата на явлението може силно да варира.

## Третиране
Както подсказва името му, може да флуоресцира под ултравиолетова светлина. Образците често са покрити със слоеве калцит и тъмен сфалерит. Калцитените слоеве могат да бъдат премахнати с разредена солна киселина. Често срещани са и железни оцветявания, премахвани чрез бърсане на повърхността с оксалатова киселина.

## Приложение
Флуоритът има широко приложение в промишлеността: използва се за направата на опалесцентно (оптично) стъкло и е съставна част на железните или стоманени емайлирани съдове. Основната му употреба е като промишлен източник на флуор, от който се получава флуороводородна киселина. През 19 век, за направата на красиви вази, се използвали образци на ивици, или виолетов флуорит („синият Джон“) от Дарбишир, Англия.
Макар флуоритът да е предимно промишлен минерал, някои кристали имат бижутерски качества. Дори най-изящните образци нямат голямо приложение, тъй като не са достатъчно издръжливи на ежедневно износване. Въпреки това, те се оформят в кабошон, а след това се покриват със защитен слой от скален кристал, вид кварц. Скалният кристал е по-издръжлив от флуорита прозрачен минерал, поради което флуоритните кристали се виждат лесно през него.
Флуоритът също се използва и за направата на гравирани резби и брошки, наречени инталия. Когато флоритът се фасетира, обичайните ъгли на срязване са 40-50° по протежение на повърхностите на короната и 43° по павилионите.